# Pterallastes bomboides
Pterallastes bomboides är en tvåvingeart som beskrevs av Thompson 1974. Pterallastes bomboides ingår i släktet Pterallastes och familjen blomflugor. Inga underarter finns listade i Catalogue of Life.